# Tabanus schiva
Tabanus schiva är en tvåvingeart som beskrevs av Moucha och Chvala 1959. Tabanus schiva ingår i släktet Tabanus och familjen bromsar.
Artens utbredningsområde är Afghanistan. Inga underarter finns listade i Catalogue of Life.